# 王建伟 (1954年)
王建伟（1954年—），祖籍山东莱州，出生于湖南新晃，中国人民解放军中将。
2002年，担任中国人民解放军第42集团军政治部主任。2006年，任解放军南京政治学院院长。2007年，任解放军总政治部宣传部部长。2010年7月任国防科技大学政委、党委书记。2011年7月晋升为中将军衔。